# Vibeke Løkkeberg
Vibeke Løkkeberg,  född 22 januari 1945 i Bergen, är en norsk regissör, skådespelare och manusförfattare.  

## Filmografi
- 2010 - Gazas tårar
- 1991 - Måsar
- 1972 – Georgia, Georgia
- 1969 - Invasionen, with Love
- 1967 – Liv

## Regi i urval
- 1991 - Måsar
- 1981 - Løperjenten

## Filmmanus i urval
- 1991 - Måsar
- 1966 - Liv